# Кобилецький Юрій Свиридович
Юрій Свиридович Кобилецький (справжнє ім'я — Іван Спиридонович; 29 липня (11 серпня) 1905, Звенигородка — 9 вересня 1987, Київ) — український радянський письменник та літературознавець, доктор філологічних  наук (1973), професор (1961). Співавтор підручників з історії «дожовтневої» української літератури.

## Життєпис
Народився й виріс на Кучугурівці, бідній околиці Звенигородки. Після утвердження радянської влади став комсомольцем, а потім, з 1927 року, членом компартії.
З 1927 р. був студентом робітфаку при Київському Інституті народної освіти (КІНО, тепер Національний педагогічний університет імені М. П. Драгоманова.
З 1929 р. — викладач та директор Київської вечірньої робочої школи.
Протягом 1930—1934 рр. — студент літературно-мовного факультету Київського державного університету (спеціальність: укр. мова та література).
У своїй автобіографії Кобилецький писав, що ще в університеті він брав участь у цькуванні «націоналістичної» та «троцькістської» професури та у колективізації й розкуркуленні.
1931 р. — викладач та завідувач 5-ї Вечірньої Робітничої школи.
З 10.10.1931 по 10.08.1932 — редактор Масового Сектора Державного Тресту Кінопромисловості «Українфільм». За розпорядженням Тресту був редактором Художнього відділу Одеської Комсомольської Кінофабрики.
У 1934—1935 рр. — редактор журналу «Молодий Більшовик».
З жовтня 1935 по лютий 1937 — редактор художнього літературного видавництва «Молодий Більшовик» та заступник редактора журналу «Молодняк» — у майбутньому журналу «Дніпро» (з 15.12. 1935 р. по квітень 1937).
1937 — викладач української мови та літератури в середній школі № 102 та директор і викладач у 71 середній школі міста Києва (суміщав різні обов'язки водночас).
1939 року закінчив аспірантуру по кафедрі української літератури Київського державного університету, подав дисертацію, але захистився вже у 1944 р. (перешкодила війна).
1935—1941 старший викладач української літератури Київського державного університету.
З липня 1941 р. — головний редактор Державного літературного видавництва УРСР і керівник Фронтової групи Укрвидаву, яка здійснювала спеціальні видання із серії «Фронт і тил», частина яких переправлялася на окуповані території та партизанські загони (Вороніж).
З 1943 — завідувач кафедри української літератури КДУ ім. Т. Шевченка.
12.04.1945 р. наказом Міністерства Вищої освіти СРСР кандидат філологічних наук, доцент Іван-Юрій Кобилецький затверджений деканом філологічного факультету КДУ ім. Т. Шевченка. Водночас — письменник-спецкор газети «Київська Правда».
В кінці серпня 1947 року на ім'я секретаря ЦК КП(б)У Лазара Кагановича надходить замовлений лист-донос, у якому автори (Є. Адельгейм та І. Стебун) паплюжать особливо небезпечну, на думку тодішньої влади частину творчої української інтелігенції. Серед низки імен названо й ім'я Ю. Кобилецького. Його звинувачено в небажанні видавати твори, в яких розвінчується «український буржуазний націоналізм», в тому, що «У своїх статтях Ю. Кобилецький неодноразово звеличував позначені націоналістичними викривленнями твори П. Панча та О. Вишні…», що «Малишко, Нехода, Бичко, Дорошко, Крижанівський, Кобилецький та інші перебувають у тісних особистих контактах, завжди виступають єдиною групою і явно координують свої дії на своїх ділянках літературного фронту…» і «спільно протидіють проведенню більшовицької партійної політики в Союзі Радянських письменників України». На полях цього доносу «залізний Лазар» робить помітку: «Надо специально разобрать и обсудить Кобылецкого!»). Знищити вченого Л. Каганович не встиг, проте тавро українського буржуазного націоналіста, якому Володимир Сосюра присвятив славнозвісний вірш «Любіть Україну!» залишилося на довгі роки. Було і звільнення з роботи, і партійні та профспілкові збори із «чистками», і багато інших неприємностей. Зрештою із січня 1952 р. Юрій Кобилецький починає працювати (до початку 1986 року) професором кафедри української літератури Київського педагогічного університету — нині Національного педагогічного університету ім. М. Драгоманова.
Викладаючи студентам історію розвитку вітчизняного красного письменства, наполегливо, з року в рік дбав про якісну підготовку висококваліфікованих кадрів — вчителів та викладачів літератури для середніх та вищих шкіл. За десятиліття викладацької діяльності підготував до захисту більше 30-ти аспірантів, останнім з яких був проф. Л. Куценко, який захистив кандидатську дисертацію у кінці червня 1987 року (за 2 з половиною місяці до смерті свого керівника).
Відомий франкознавець своєї доби, Ю. Кобилецький створив також низку наукових монографій, літературних портретів та інших літературознавчих праць про творчість О. Довженка, А. Малишка, М. Куліша, П. Козланюка, П. Панча, А. Турчинської, багатьох інших майстрів художнього слова та відомих діячів українського мистецтва і культури, у співробітництві із професорами Волинським П. К. та Пільгуком І. І. писав підручники з історії української літератури для студентів вузу тощо. Дослідження вченого друкувались не лише в Україні, а й за кордоном — в Росії, Канаді, Польщі тощо.

## Праці
- Буковинська краса: Нарис про О. Кобилянську. К.; Х., 1944
- Творчість Андрія Малишка. К., 1947
- Творче зростання. К., 1951
- Творчість Івана Франка. К., 1956
- Літературні портрети. К., 1958. Вип. 1; 1960. Вип. 2
- Иван Франко. Москва, 1960
- Натан Рибак. К., 1963
- Шевченко і Франко. К., 1964
- Драматургія і час. К., 1965
- Литературные портреты. Москва, 1967
- Крила кречета: Життя і творчість О. Корнійчука. К., 1975
- За далиною далина. К., 1988
- З літопису життя: спогади, нариси, портрети / Юрій Кобилецький. — К.: Дніпро, 1983